# Inferior Devoties
Inferior Devoties è il secondo EP del gruppo death metal svedese Hypocrisy, pubblicato nel 1994 dalla Nuclear Blast.
Tutte le tracce sono state in seguito inserite nella ristampa di Osculum Obscenum del 1996.
Si tratta della prima pubblicazione della band senza il cantante Masse Broberg.

## Tracce
1. Inferior Devoties – 4:44
2. Symbol of Baphomet – 2:56
3. Mental Emotions – 3:13
4. God is a Lie – 2:58
5. Black Magic (Slayer cover) – 3:22

## Formazione
- Peter Tägtgren - voce, chitarra, tastiere
- Mikael Hedlund - basso
- Lars Szöke - batteria

### Crediti[3]
- Markus Staiger - produttore esecutivo